# New Hartford (Connecticut)
New Hartford – miasto w Stanach Zjednoczonych, w stanie Connecticut, w hrabstwie Litchfield.